# Rothesay (Schotland)
Rothesay (Baile Bhòid) is de hoofdstad van  het Isle of Bute in de  Schotse unitary authority Argyll and Bute. In het centrum van de stad ligt het Kasteel van Rothesay, een ruïne uit de 13e eeuw.
De Britse kroonprins William draagt in Schotland titel Hertog van Rothesay.

## Geboren in Rothesay
- Matthew Stewart (1717-1785), wiskundige en predikant
- Leslie Hunter (1877-1931), kunstschilder
- Sheina Marshall (1896-1977), marinebioloog
- Troy Kennedy-Martin (1932-2009), film- en tv-scenarioschrijver
- Graham Watson (1956), politicus
- Johnny Dumfries (1958-2021), autocoureur
- Lena Zavaroni (1963-1999), zangeres